# Angel Witch
Det här avsnittet är helt eller delvis baserat på material från  engelskspråkiga Wikipedia, Angel Witch, 27 maj 2025.
Angel Witch är ett brittiskt heavy metalband som grundades i London 1976 (då under bandnamnet Lucifer). Bandet och dess musik utgör en del av så kallad New Wave of British Heavy Metal. Sångare, gitarrist, huvudsaklig kompositör och frontman är Kevin Heybourne.

## Medlemmar
Det här avsnittet är helt eller delvis baserat på material från  engelskspråkiga Wikipedia, List of Angel Witch members, 27 maj 2025.
Nuvarande medlemmar
- Kevin Heybourne – sång, gitarr (1977–1982, 1984–1998, 2000–)
- Will Palmer – basgitarr (2009–)
- Andy Prestridge – trummor (2009–)

Turnerande medlemmar
- Bill Steer – gitarr (2010–)
- Tom Draper – gitarr (2013–)

Tidigare medlemmar
- Roger Marsden – sång (1982)
- Dave Tattum – sång (1984-1986)
- Rob Downing – gitarr (1978)
- Grant Dennison – gitarr (1989–1990)
- Doug Piercy - gitarr (1990–1992)
- Lee Altus – gitarr (1993–1995)
- Chris Fullard – gitarr (1996)
- Myk Taylor – gitarr (1996–1998)
- Keith Herzberg – gitarr (2000–2002)
- Kevin Riddles – basgitarr (1978–1981)
- Jerry Cunningham – basgitarr (1982)
- Pete Gordelier – basgitarr (1984–1987)
- Jon Torres – basgitarr (1989–1990)
- Richie Wicks – basgitarr (2000–2002)
- Dave Hogg – trummor (1978–1980, 1984–1985)
- Dave Dufort – trummor (1980–1981)
- Ricky Bruce – trummor (1982)
- Spencer Holman – trummor (1984–1986)
- Tom Hunting – trummor (1990–1993)
- Darren Minter – trummor (1994–1998)
- Scott Higham – trummor (2000–2002)

## Diskografi
Studioalbum
- Angel Witch (1980)
- Screamin' 'n' Bleedin' (1985)
- Frontal Assault (1986)
- As Above, So Below (2012)
- Angel of Light (2019)

Livealbum
- Angel Witch Live (1990)
- '82 Revisited (1996)
- 2000: Live At The LA2 (2000)

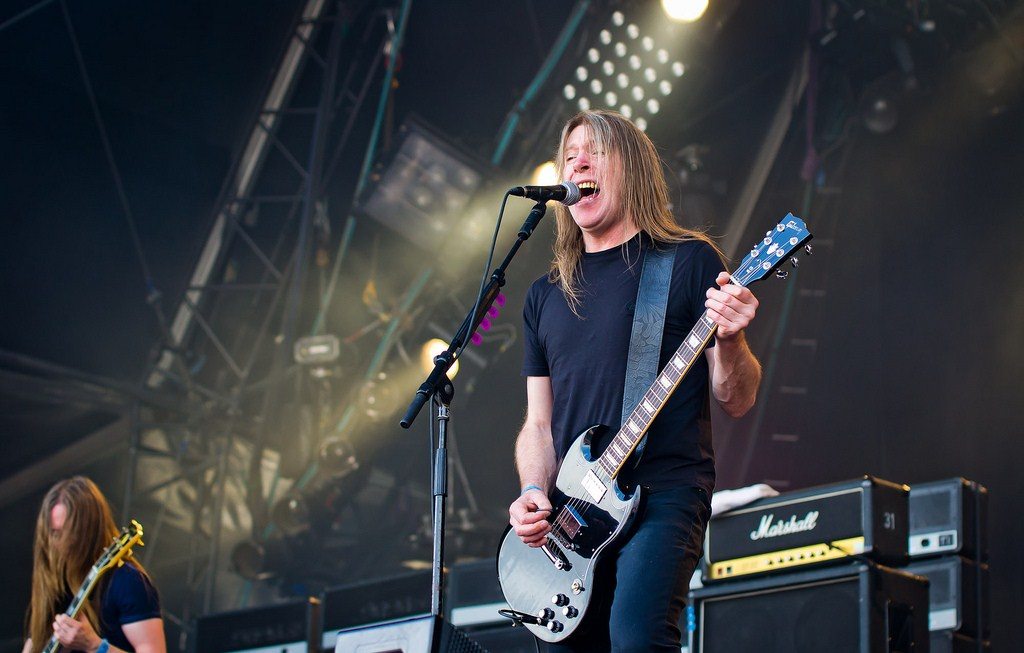
Kevin Heybourne och Angel Witch uppträder vid Hellfest i Clisson i Frankrike 18 juni 2011.

- Angel of Death: Live at East Anglia Rock Festival (2006)
- Burn the White Witch - Live in London (2009)

EPs
- Sweet Danger (1980)
- They Wouldn't Dare (2004)

Singlar
- "Sweet Danger" (1980)
- "Angel Witch" (1980)
- "Loser" (1981)
- "Goodbye" (1985)

Samlingsalbum
- Doctor Phibes (1986)
- Screamin' Assault (1988)
- Resurrection (1998)
- Sinister History (1999)